# Дашавська гміна
Гміна Дашава — колишня (1934—1939 рр.) сільська гміна Стрийського повіту Станиславівського воєводства Польської республіки (1918—1939) рр. Центром гміни було село Дашава.
Дашавську гміну було утворено 1 серпня 1934 р. у межах адміністративної реформи в ІІ Речі Посполитій із суміжних сільських гмін: Ходовичі, Дашава, Ґельсендорф (тепер — Загірне), Комарів, Лотатники, Олексичі, Підгірці, Стриганці, Татарське (тепер — Піщани), Верчани i Йосиповичі.
17 січня 1940 року ґміна ліквідована у зв’язку з утворенням Стрийського району.